# Pointe Riche
Pointe Riche est un promontoire formant une presqu'île située sur la côte occidentale de la Grande Péninsule du Nord sur l'île de Terre-Neuve.

## Géographie
Pointe Riche avance dans le golfe du Saint-Laurent comme un petit cap formé d'un promontoire constitué par une presqu'île d'environ six kilomètres de long sur deux de large avec un goulot d'étranglement dans la partie septentrionale de la presqu'île.
La localité de Port au Choix est située sur l'isthme qui relie la presqu'île formant le promontoire de Pointe Riche. Cette presqu'île comprend également le lieu historique national de Port au Choix, un important site archéologique précolombien sur l’occupation pré-européenne de l'île de Terre-Neuve. 

## Histoire
Pointe Riche marque la limite de la Côte française de Terre-Neuve qui s'étendait jusqu'au Cap Bonavista et sur laquelle la France avait des droits depuis le Traité d'Utrecht de 1713. La France abandonnera ses droits historiques sur cette côte de Terre-Neuve en 1904.

## Liens externes

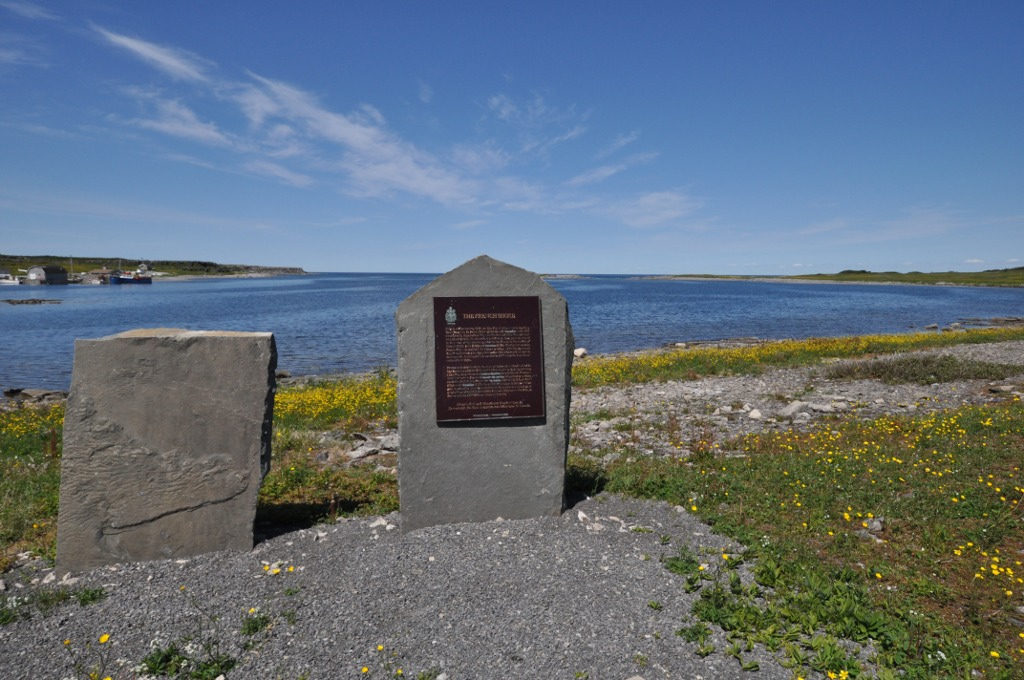
Plaque commémorative à Pointe Riche sur l'histoire de la côte française de Terre-Neuve.